# Oparzelizna słoneczna roślin

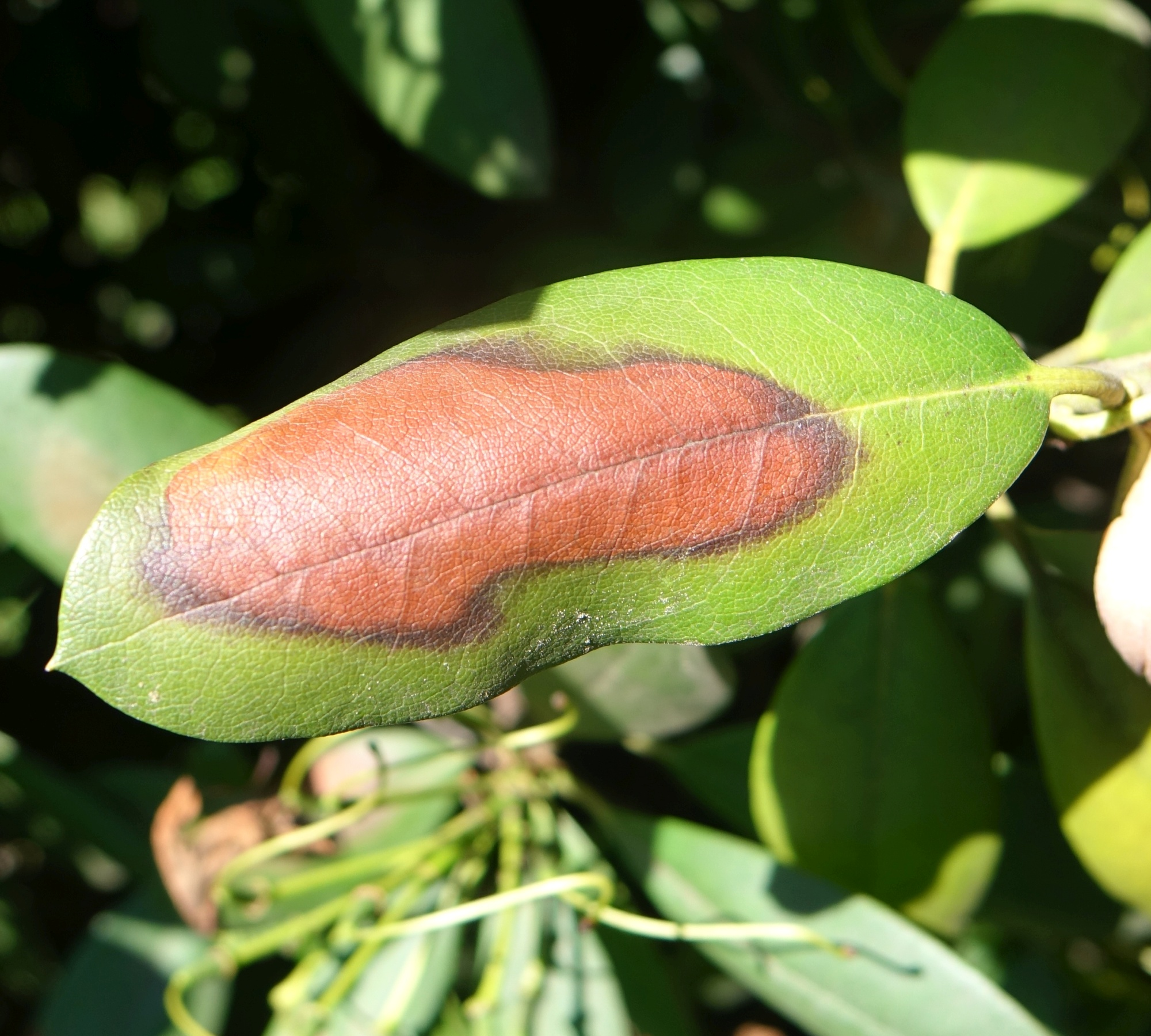
Oparzenie słoneczne liścia różanecznika

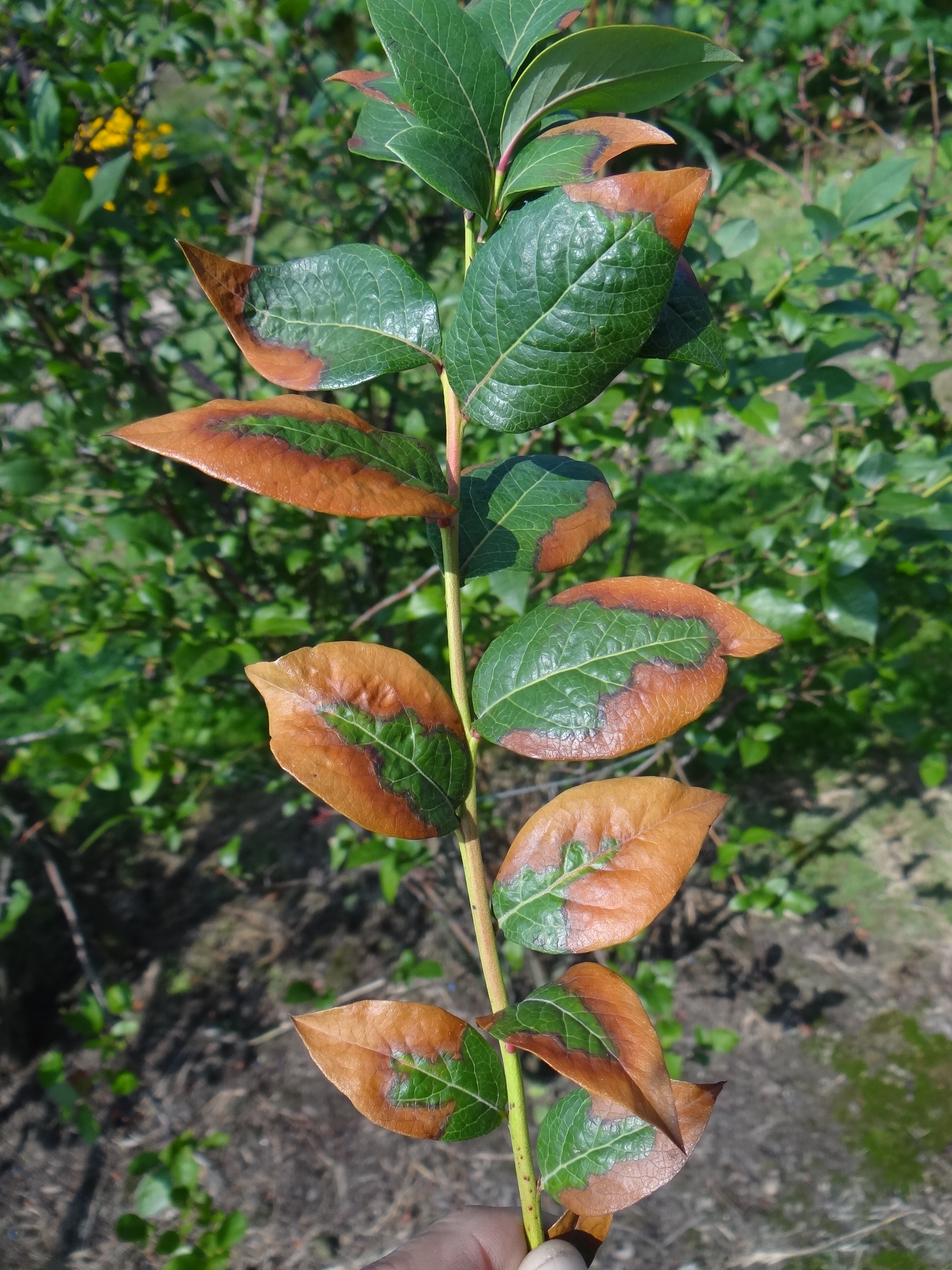
Oparzelizna liści borówki wysokiej

Oparzelizna słoneczna roślin, poparzenia słoneczne roślin – nieinfekcyjna (fizjologiczna) choroba roślin spowodowana zbyt silnym światłem słonecznym.

## Przyczyny oparzeń
Oparzelizna słoneczna występuje u roślin, zwłaszcza cieniolubnych, poddanych nadmiernemu oświetleniu słonecznemu. Mogą jej ulegać liście, bulwy i owoce. Oparzeliźnie słonecznej roślin sprzyja nadmierne odwodnienie rośliny. Zbyt mała ilość wody w jej tkankach powoduje, że łatwo dochodzi do ich przegrzania. Oparzelizny słoneczne często zdarzają się u roślin doniczkowych, które z zimowej przechowalni lub z mieszkania wiosną wyniesione zostają na słońce. Wówczas poparzeniu słonecznemu mogą ulec nawet tak światłolubne rośliny jak kaktusy. Tego typu poparzenia zdarzają się głównie wiosną, ale czasami może to nastąpić już pod koniec zimy u roślin trzymanych w pełnym świetle przy południowym oknie, lub w szklarni. Czasami zdarzają się oparzenia jesienne u roślin doniczkowych trzymanych na zewnątrz pomieszczeń w dużym zwarciu, gdy jesienne słońce zniżające się nad horyzontem zaczyna docierać do tych partii ich liści, które wcześniej zasłonięte były przez górną część rośliny.
Oparzelizny słoneczne występują także u roślin uprawianych w pełnym słońcu na polu i pod osłonami. Na owocach pomidora lub papryki w pełnym słońcu powstają duże, wklęsłe plamy, które następnie marszczą się i jaśnieją (białaczka). Powstawaniu tego typu oparzelizn sprzyja zbyt mała ilość liści. Niektórzy ręcznie usuwają część liści by przyspieszyć dojrzewanie, inni stosują regulatory wzrostu i rozwoju roślin na bazie etefonu. Zawarta w nich substancja czynna wnika do tkanek roślinnych i ulegając w nich rozkładowi wydziela etylen. Przyspiesza on oddychanie i dojrzewanie owoców oraz powoduje zasychanie liści, wskutek czego owoce zostają odsłonięte i poddane bezpośredniemu działaniu słońca. Często przez ogrodników i rolników oparzenia słoneczne są źle interpretowane jako choroby grzybowe, wirusowe bądź bakteryjne. Czasami w obrębie oparzeń powstają czarne plamy z grzybnią, co przez ogrodników interpretowane jest jako alternarioza papryki lub alternarioza pomidora. Grzyb Alternaria nie atakuje jednak zdrowej skórki pomidora czy papryki, może natomiast rozwijać się na tkankach uszkodzonych przez oparzenie słoneczne. Złe rozpoznanie choroby jako grzybowej czasami powoduje stosowanie zbędnych opryskiwań fungicydami.

## Rodzaje oparzeń
Na liściach wskutek oparzenia słonecznego następuje odbarwienie liści i zmniejszenie szybkości wzrostu. Na odsłoniętych bulwach ziemniaka poddanych bezpośredniemu działaniu słońca powstają pęcherzykowate plamy, miąższ w tym miejscu ciemnieje i zasycha. Takie ziemniaki nadają się tylko na paszę. Oparzeliźnie słonecznej mogą ulegać także niektóre owoce. Na niektórych jabłkach powstają żółtobrunatne plamy o średnicy do 2,5 cm. Stosowanie preparatów siarki do opryskiwania sadów po czerwcowym opadzie owoców zwiększa podatność jabłek na oparzenia słoneczne.
Uszkodzenia roślin spowodowane oparzeniami słonecznymi zależą od temperatury i czasu jej oddziaływania na roślinę i mogą być różnorodne; od bardzo lekkich do bardzo ciężkich powodujących śmierć całej rośliny. Przy lekkim uszkodzeniu następuje zamieranie skórki w miejscu wystawionym na silną ekspozycję słoneczną i zmiana jej zabarwienia na żółtawą. Po kilku dniach skórka może korkowacieć. Tego typu uszkodzenia w praktyce nie są wielkim problemem. Przy cięższym uszkodzeniu następuje zamieranie tkanek na głębokości od kilku mm do 1 cm. Tkanki takie po pewnym czasie uszkodzone wysychają, mumifikują się, kurczą i korkowacieją. Jeśli nie został uszkodzony wierzchołek wzrostu, to przyrosty rośliny po pewnym czasie zamaskują oszpecenie. U kaktusów tego typu uszkodzenie może spowodować deformację – skrzywienie pędu. Bardzo ciężkie oparzenie skutkuje głęboką nekrozą tkanek rośliny i jej obumarciem. Tego typu szkodzenia następują tylko wtedy, gdy wokół rośliny brak swobodnego przepływu powietrza i uniemożliwiony jest odpływ ciepła.
W grupie słonecznych oparzeń roślin wyróżnia się trzy choroby, którym nadano odrębne nazwy: oparzelizna słoneczna owoców, miękka oparzelizna jabłek i oparzelizna powierzchniowa jabłek. Natomiast oparzelina borówki wysokiej ma inne podłoże – spowodowana jest przez wirusy.